# Luigi Bosi (politico 1814)
Luigi Bosi (Trecenta, 1814 – Trecenta, 1890) è stato un politico e militare italiano.

## Biografia
Ufficiale garibaldino ferito al Forte Marghera nel 1848, nel 1866 viene eletto deputato del Regno d'Italia nel collegio elettorale di Badia Polesine, cosa che si ripeterà anche nelle due legislature successive. Con regio decreto del 23 maggio 1869 viene promosso al grado di tenente colonnello.